# Coenochilus castaneus
Coenochilus castaneus är en skalbaggsart som beskrevs av John Obadiah Westwood 1874. Coenochilus castaneus ingår i släktet Coenochilus och familjen Cetoniidae. Inga underarter finns listade i Catalogue of Life.